# Santo Antônio do Sudoeste
Santo Antônio do Sudoeste is een gemeente in de Braziliaanse deelstaat Paraná. De gemeente telt 21.386 inwoners (schatting 2009).

## Aangrenzende gemeenten
De gemeente grenst aan Ampére, Bom Jesus do Sul, Pinhal de São Bento, Pranchita en Salgado Filho.

### Landsgrens
En met als landsgrens aan de gemeente Bernardo de Irigoyen en San Antonio in het departement General Manuel Belgrano in de provincie Misiones met het buurland Argentinië.